# 戲劇人生
《戲劇人生》，1980年香港麗的電視劇集《浮生六劫》的第二主題曲及插曲，由盧國沾填词、黎小田作曲、奧金寶編曲、葉振棠主唱，收錄於葉振棠同年的專輯《浮生六劫》中。歌曲推出後，傳頌一時，成為葉振棠的代表作之一，也被視為盧國沾哲理詞的巔峰作。

## 背景
盧國沾曾撰文說他代入人生波折重重的劇中男主角程瑞祥，用兩小時填好詞，然後「心情久久不能平靜」。 
樂曲以A小調寫成，4/4節拍，BPM為96。據一專訪，唱英語歌出身的葉振棠獲邀為麗的電視劇《浮生六劫》唱同名主題曲，插曲《戲劇人生》則本來按電視台慣例，屬意劇中演員演唱，但黎小田不滿意女角馬敏兒的演繹，便改讓葉振棠灌唱。由於歌曲是女聲音域，最後有一句普通男聲較難應付的高音，他唯有以英語歌壇流行的假聲技巧唱上去。

## 反響和評價
歌曲大受好評，於第三屆十大中文金曲頌獎禮獲頒十大中文金曲，所屬專輯成為香港IFPI認証的白金唱片。葉振棠轉型成功，投入粵語歌壇，假聲亦成為其招牌唱法。
詞評人朱耀偉曾藉清代陳廷焯對辛棄疾《別茂嘉十二弟》的評語「沉鬱蒼涼，跳躍動盪，古今無此筆力」來形容此詞的風格。
詞評人黃志華指盧國沾以戲劇性獨白，藉主人公的自說自話，表達現實與理想之間的內心掙扎。黃朱二人又認為詞人運用了多種手法，如「化陳述句為詰問句」（「誰人明白你心境寂寞」）、唐圭璋《論詞之作法》所述的層深句（「美夢如酒醉了後更寂寞」）及透過句（「你今天當主角，何妨忘掉醉中的承諾」），使語意顯得曲析而豐富，細膩地刻畫心理變化。
詞人林夕則視之為葉振棠的夫子自道，並特別讚揚末句「徹底推翻前段意境……翻出新意」，寫出「千古常青的人生道理」。

## 其他版本

### 自翻唱
| 年份 | 編曲人    | 收錄源                                  |
| ---- | --------- | --------------------------------------- |
| 1997 | 麥皓輪    | 環星唱片專輯《三國演義主題曲+經典金曲》 |
| 2015 | Damon Lau | 風行唱片專輯《笑傲人生》                |

### 其他演繹
| 年份      | 歌手/演奏者          | 收錄源                           |
| --------- | -------------------- | -------------------------------- |
| 1980      | 張國榮、陳秀雯       | 《浮生六劫》第74集               |
| 1984      | 西崎崇子（小提琴家） | 現場專輯《影視名曲選》           |
| 1991      | 呂珊                 | 專輯《只記今朝笑》               |
| 1994      | 劉德華、葉振棠       | 翻唱專輯《Memories》             |
| 1995      | 關淑怡               | 創作人音樂會′95（叱咤903主辦）   |
| 2016      | 陳秀雯               | 歌詞大師盧國沾作品演唱會         |
| 2016      | 黃耀明               | 美麗的呼聲聽證會                 |
| 2023—2024 | 黃耀明               | 《黃耀明邊走邊唱》世界巡迴演唱會 |
| 2024      | 夏韶聲、葉振棠       | 葉振棠80告别樂壇演唱會           |
| 2024      | 劉可、葉振棠         | 勝利好聲音慈善演唱會             |
| 2025      | 羅逸軒               | 《中年好聲音3》第22集            |

## 註腳
1. ↑  「單以『更』一字將境界推進一層。」（朱耀偉語）
2. ↑  「縱使可當主角亦無奈，何況不如此也。」（朱耀偉語）